# Chrysiptera papuensis
Chrysiptera papuensis là một loài cá biển thuộc chi Chrysiptera trong họ Cá thia. Loài này được mô tả lần đầu tiên vào năm 2015.

## Từ nguyên
Từ định danh papuensis được đặt theo tên của quốc gia mà loài cá này được phát hiện, Papua New Guinea (ensis: hậu tố chỉ nơi chốn).

## Phạm vi phân bố và môi trường sống
C. papuensis hiện chỉ được biết đến tại vùng biển phía đông Papua New Guinea (trừ New Ireland và đảo Manus), cụ thể tại ngoài khơi tỉnh Madang, các quần đảo trong tỉnh Milne Bay và phía tây New Britain, được tìm thấy ở độ sâu đến ít nhất là 14 m.

## Mô tả
Chiều dài lớn nhất được ghi nhận ở C. papuensis là 5,3 cm.
Cá con của C. papuensis và Chrysiptera oxycephala rất khó phân biệt nếu chỉ dựa vào kiểu hình. Chúng đều có màu xanh lam ở đầu và gần như toàn bộ thân trước, và màu vàng tươi từ thân sau lan rộng đến cuống đuôi và bụng, cũng như trên vây đuôi, vây bụng và vây hậu môn. Chrysiptera maurineae cũng có kiểu hình tương tự, nhưng màu xanh ở thân trên của C. maurineae còn lan rộng đến rìa trên của cuống đuôi.
Cá trưởng thành có màu nâu xám ở toàn bộ đầu và thân trên (nhạt dần về phía sau), phần thân còn lại màu vàng tươi với nhiều chấm nhỏ màu xanh ngọc lam trên khắp cơ thể và các vây. Mống mắt màu vàng, có cặp sọc xanh lam băng ngang đồng tử. Các vây có màu vàng, trừ vây ngực trong mờ không màu. Nửa ngoài vây đuôi trong mờ. Màu nâu ở C. papuensis bao phủ rộng hơn vùng màu nâu của C. maurineae, vốn chỉ giới hạn ở gáy và một phần lưng trước.
Số gai ở vây lưng: 13; Số tia vây ở vây lưng: 10–11; Số gai ở vây hậu môn: 2; Số tia vây ở vây hậu môn: 12–13; Số gai ở vây bụng: 1; Số tia vây ở vây bụng: 5; Số tia vây ở vây ngực: 14–15; Số lược mang: 29–31.

## Sinh thái học
Thức ăn của C. papuensis có thể là động vật giáp xác như các thành viên trong phức hợp loài oxycephala. Cá đực có tập tính bảo vệ và chăm sóc trứng; trứng có độ dính và bám chặt vào nền tổ.

### Trích dẫn
- Allen, Gerald R.; Erdmann, Mark V.; Cahyani, N. K. Dita (2015). "Review of the Chrysiptera oxycephala complex of damselfishes (Pomacentridae) with descriptions of three new species from the East Indian Archipelago" (PDF). Journal of the Ocean Science Foundation. Quyển 17. tr. 15–84. doi:10.5281/zenodo.891435.